# Thế kỷ 8
Thế kỷ 8 là khoảng thời gian tính từ năm 701 đến hết năm 800, nghĩa là bằng 100 năm, trong lịch Gregory.